# Ruba al prossimo tuo...
Ruba al prossimo tuo... è un film del 1968 diretto da Francesco Maselli, con Rock Hudson e Claudia Cardinale.

## Trama
Esmeralda, figlia di un poliziotto italiano, si trasferisce negli Stati Uniti per restituire dei gioielli rubati. In compagnia di Mike, un poliziotto statunitense, Esmeralda si reca in Austria nella villa dei proprietari che hanno subito il furto e, dopo essere riuscita a superare i complicati congegni di allarme, mentre il poliziotto rimette a posto la refurtiva, ruba altri gioielli. Insieme vanno a Roma dove lei dice di dover restituire altra refurtiva. Mike si innamora della donna ma scopre che Esmeralda usa anche gioielli falsi per coprire i suoi reali furti. Dopo altre vicissitudini i due espatriano in Libano con il bottino.

## Produzione
- Le riprese del film iniziarono il 10 novembre 1967 a Roma e successivamente si spostarono a New York e sulle Alpi Austriache, in particolare Salisburgo e il Tirolo.[1]
- Il film fu prodotto da Franco Cristaldi (all'epoca marito e mentore della protagonista Claudia Cardinale[2]) e da Léo L. Fuchs[3] fotografo di scena di molti film di Rock Hudson (e successivamente anche produttore).
- È uno dei pochi film in cui Tomas Milian recita con la sua voce.